# Neuville-Saint-Vaast
Neuville-Saint-Vaast és un municipi francès situat al departament del Pas de Calais i a la regió dels Alts de França. L'any 2007 tenia 1.477 habitants.

## Demografia

### Població
El 2007 la població de fet de Neuville-Saint-Vaast era de 1.477 persones. Hi havia 542 famílies de les quals 104 eren unipersonals (40 homes vivint sols i 64 dones vivint soles), 173 parelles sense fills, 237 parelles amb fills i 28 famílies monoparentals amb fills.
La població ha evolucionat segons el següent gràfic:
Habitants censats

### Habitatges
El 2007 hi havia 576 habitatges, 556 eren l'habitatge principal de la família, 2 eren segones residències i 18 estaven desocupats. 560 eren cases i 16 eren apartaments. Dels 556 habitatges principals, 492 estaven ocupats pels seus propietaris, 56 estaven llogats i ocupats pels llogaters i 8 estaven cedits a títol gratuït; 7 tenien dues cambres, 29 en tenien tres, 99 en tenien quatre i 421 en tenien cinc o més. 502 habitatges disposaven pel capbaix d'una plaça de pàrquing. A 240 habitatges hi havia un automòbil i a 278 n'hi havia dos o més.

### Piràmide de població
La piràmide de població per edats i sexe el 2009 era:
| Homes | Edats   | Dones |
| ----- | ------- | ----- |
| 0     | 95 o +  | 0     |
| 0     | 90 a 94 | 0     |
| 0     | 85 a 89 | 24    |
| 4     | 80 a 84 | 4     |
| 4     | 75 a 79 | 20    |
| 28    | 70 a 74 | 24    |
| 32    | 65 a 69 | 48    |
| 52    | 60 a 64 | 44    |
| 20    | 55 a 59 | 36    |
| 72    | 50 a 54 | 60    |
| 76    | 45 a 49 | 60    |
| 44    | 40 a 44 | 72    |
| 40    | 35 a 39 | 44    |
| 44    | 30 a 34 | 28    |
| 20    | 25 a 29 | 40    |
| 16    | 20 a 24 | 24    |
| 60    | 15 a 19 | 72    |
| 52    | 10 a 14 | 52    |
| 48    | 5 a 9   | 40    |
| 40    | 0 a 4   | 16    |

## Economia
El 2007 la població en edat de treballar era de 980 persones, 707 eren actives i 273 eren inactives. De les 707 persones actives 670 estaven ocupades (367 homes i 303 dones) i 37 estaven aturades (18 homes i 19 dones). De les 273 persones inactives 69 estaven jubilades, 141 estaven estudiant i 63 estaven classificades com a «altres inactius».

### Ingressos
El 2009 a Neuville-Saint-Vaast hi havia 573 unitats fiscals que integraven 1.504,5 persones, la mediana anual d'ingressos fiscals per persona era de 22.281 €.

### Activitats econòmiques
Dels 55 establiments que hi havia el 2007, 2 eren d'empreses alimentàries, 1 d'una empresa de fabricació d'altres productes industrials, 6 d'empreses de construcció, 16 d'empreses de comerç i reparació d'automòbils, 5 d'empreses de transport, 3 d'empreses d'hostatgeria i restauració, 3 d'empreses immobiliàries, 8 d'empreses de serveis, 5 d'entitats de l'administració pública i 6 d'empreses classificades com a «altres activitats de serveis».
Dels 9 establiments de servei als particulars que hi havia el 2009, 1 era una oficina de correu, 2 fusteries, 2 lampisteries, 1 empresa de construcció, 2 perruqueries i 1 restaurant.
Dels 5 establiments comercials que hi havia el 2009, 2 eren botiges de menys de 120 m², 1 una botiga de menys de 120 m² i 2 floristeries.
L'any 2000 a Neuville-Saint-Vaast hi havia 27 explotacions agrícoles que ocupaven un total de 1.702 hectàrees.

## Equipaments sanitaris i escolars
L'únic equipament sanitari que hi havia el 2009 era una farmàcia.
El 2009 hi havia 2 escoles elementals.

## Poblacions més properes
El següent diagrama mostra les poblacions més properes.